# Monolink
Monolink és el nom artístic de Steffen Linck, un cantant alemany i productor de música de ball electrònica especialitzat en els gèneres ambient, tecno i house. Ha actuat als festivals Burning Man el 2022 i Coachella el 2023.
Membre de l'escena electrònica de Berlín, Monolink va crear de seguida el seu propi estil amb la combinació de veu i instruments en directe. Ha col·laborat amb altres músics d'electrònica com Acid Pauli.
Monolink va publicar el seu àlbum de debut, Amniotic, el 2018, en què la música electrònica es barreja amb influències de Leonard Cohen i Bob Dylan.

## Discografia

### Àlbums
- Amniotic (2018)
- Under Darkening Skies (2021)